# صمة كولسترولية
تحدث الصمة الكوليسترولية (أو الانصمام الكولسترولي) عندما يتحرر الكولسترول من اللويحات التصلبية ويتجول كصمّة في الجريان الدموي إلى أن يلتصق بوعاء دموي مسببًا انسداده. التظاهرات الأكثر شيوعًا هي الأعراض الجلدية (التزرق الشبكي عادة)، وغنغرينا الأطراف، والقصور الكلوي أحيانًا. قد تسبب الصمة الكوليسترولية اضطرابات في الأعضاء الأخرى، ويعتمد هذا على موقع دخول بلورات الكوليسترول إلى الجريان الدموي. عندما يتعلق الأمر بالكليتين، يُشار إلى المرض باسم الداء الكلوي الصمي التصلبي. يشمل التشخيص عادةً إجراء خزعة (أخذ عينة نسيجية) من العضو المصاب. تُعالج الصمة الكوليسترولية بعلاج السبب وإعطاء العلاج الداعم؛ وُجد أن الأدوية من عائلة الستاتينات تحسن الإنذار.

## الأعراض والعلامات
تعتمد الأعراض التي تظهر في الصمة الكوليسترولية بشكل كبير على العضو المصاب، وهناك أعراض عامة غير نوعية مثل الحمى والآلام العضلية وخسارة الوزن. يؤدي الانصمام في الساقين إلى مظهر مرقش، وتلون الأصابع باللون الأرجواني، واحتشاءات مجهرية، ومناطق مصابة بالغرغرينا بسبب تموت الأنسجة، والتي تتلون عادة باللون الأسود في هذه الحالة، ومناطق من الجلد بمظهر رخامي يُعرف باسم التزرق الشبكي. الألم شديد عادةً ويتطلب مسكنات أفيونية. في حال كانت اللويحة المتقرحة أسفل الشريانين الكلويين، تظهر الأعراض في كلا الطرفين السفليين. نادرًا ما تتوضع اللويحة المتقرحة تحت تفرع الأبهر، وحينها تظهر الأعراض في أحد الطرفين السفليين فقط.
تؤدي إصابة الكلية إلى أعراض قصور كلوي، وهي أعراض غير نوعية تنطوي على الغثيان، وانخفاض الشهية (القمه)، وارتفاع الضغط الدموي (فرط التوتر الشرياني)، وأحيانًا أعراض متنوعة لاضطرابات الكهارل مثل اللانظميات القلبية. يبلغ بعض المرضى عن وجود بيلة دموية (دم في البول)، ولكن هذا قد يكون غير قابلًا للكشف إلا من خلال الفحص المجهري للبول. يسبب الإطراح الزائد للبروتينات في البول وذماتٍ (تورمًا) في الجلد (مزيج من الأعراض يُعرف باسم المتلازمة النفروزية).
في حال انتشار الصمات في الجهاز الهضمي، فقد تسبّب غثيانًا وانخفاض الشهية وإقياءً أحيانًا، بالإضافة إلى ألم بطني غير نوعي، ونزف معدي معوي (إقياء مدمى أو وجود دم في البراز)، والتهاب بنكرياس حاد أحيانًا.
قد يُصاب الجهاز العصبي المركزي (الدماغ والنخاع الشوكي) والجهاز العصبي المحيطي. قد تسبب الصمات الدماغية حدوث نوبات شبيهة بالسكتة، وصداع، ونوبات من فقدان الرؤية في عين واحدة (تُعرف باسم الكمنة العابرة). في حال حدوث صمات عينية، فمن الممكن رؤيتها باستخدام منظار قعر العين، وتُعرف باسم لويحات هولنهورست. قد تسبب الصمات في النخاع الشوكي حدوث شلل نصفي (خزل في الساقين)، أو متلازمة ذيل الفرس، وهي مجموعة من الأعراض الناتجة عن فقدان وظيفة الجزء البعيد من النخاع الشوكي تشمل فقدان السيطرة على المثانة، والمعصرة الشرجية، وفقدان الإحساس في الجلد حول الشرج. في حال انقطاع التروية الدموية المسؤولة عن تغذية عصب معين، فإن وظيفة هذا العصب سوف تنعدم، وبالتالي سيحصل فقدان في وظيفة العضلات التي يعصبها، وتسمى هذه الظاهرة باعتلال العصب الوحيد.

## المسببات
من غير المعتاد نسبيًا (25% من إجمالي الحالات) أن تحدث الصمات الكوليسترولية تلقائيًا؛ يحصل هذا عادةً لدى الأشخاص المصابين بالتصلب العصيدي في الشرايين الكبيرة مثل الشريان الأبهر. في 75% من الحالات الأخرى، تكون اختلاطًا ناجمًا عن الإجراءات الطبية على الأوعية الدموية، مثل جراحة الأوعية أو تصوير الأوعية الظليل. نسبة الإصابة في أثناء قثطرة الشريان الإكليلي على سبيل المثال هي 1.4%. علاوةً على ذلك، قد تتطور الصمات الكوليسترولية بعد تناول الأدوية المضادة للخثار أو حالات الخثرة، وهي أدوية تقلل من حدوث تجلط الدم وتحلّ الخثرات المتشكلة، على التوالي. تؤدي هذه الأدوية إلى صمات كوليسترولية بسبب إزالة الخثرات الدموية التي تغطي اللويحات التصلبية التالفة؛ يمكن للحطام الغني بالكوليسترول الناتج عن ذلك أن يدخل إلى الجريان الدموي.

## التشخيص

### التشخيص التفريقي
النتائج المتعلقة بالفحوصات العامة (مثل فحوصات الدم) غير نوعية للصمات الكوليسترولية، ما يجعل التشخيص صعبًا. المشكلة الرئيسية هي التمييز بين الصمات الكوليسترولية والتهاب الأوعية (التهاب الأوعية الدموية الصغيرة) والتي قد تسبب أعراض متشابهة جدًا، خصوصًا الأعراض الجلدية والاضطرابات الكلوية. يمكن أن يُعزى القصور الكلوي التالي لتصوير الأوعية الظليل إلى المواد المستخدمة في التصوير (اعتلال الكلى بالتصوير الظليل). الأسباب الأخرى التي تؤدي إلى أعراض مشابهة هي القصور الكلوي الإقفاري (اضطرابات وظيفية في الكلية بسبب اختلال التروية الدموية)، ومجموعة من الأمراض تُعرف باسم اعتلالات الأوعية الدقيقة الخثارية والتهاب الشغاف (خمج في الصمامات القلبية مع مجموعة كتل من الأنسجة المخموجة تؤدي إلى حصول صمات في الجسم).

### الدم والبول
تكون نتائج الفحوصات التي تتحرى وجود التهاب (بروتين سي الارتكاسي، وسرعة ترسب الكريات الحمراء) عالية، وقد تكون إنزيمات الكبد غير طبيعية. في حال إصابة الكليتين، فإن الاختبارات التي تتحرى الوظائف الكلوية (مثل البولة والكرياتينين) تكون مرتفعة. قد يُظهر تعداد الدم الكامل ارتفاعًا في عدد الكريات البيض من نوع الحمضات (اليوزينيات) (أكثر من 0.5 مليار في اللتر)؛ يحصل هذا في 60-80% من الحالات، لذا فإن تعداد الحمضات الطبيعي لا ينفي التشخيص. قد يظهر في فحص البول كريات حمراء (أحيانًا ضمن أسطوانات كما يظهر في الفحص المجهري) وزيادة في مستويات البروتين في ثلث الحالات التي تكون فيها الكليتان مصابتين، وقد تظهر الحمضات في فحص البول أيضًا. في حال الاشتباه بالتهاب الأوعية الدموية، يمكن تحري مستويات المتممة التي غالبًا ما تكون منخفضة، والمتممة هي مجموعة من البروتينات التي تشكل جزءًا من جهاز المناعة الفطرية. تنخفض مستويات المتممة في الصمات الكوليسترولية غالبًا، ما يحد من استخدام هذا الفحص في التفريق بين الصمات الكوليسترولية والتهاب الأوعية الدموية.

### التشخيص النسيجي
الوسيلة التي تؤدي إلى التشخيص القاطع هي الفحص المجهري للأنسجة (الدراسة النسيجية). تشمل الموجودات في الدراسة المجهرية النسيجية التشخيصية بلورات الكوليسترول داخل الأوعية، وقد تترافق بالخلايا البالعة بما في ذلك الخلايا العملاقة والحمضات.
حساسية الخزعات الأسطوانية الصغيرة ضئيلة بسبب الخطأ في أخذ العينات، إذ تكون العملية غير متجانسة غالبًا. تظهر التغيرات النسيجية الوصفية في الأعضاء المصابة في 50-70% من الحالات المشخصة سريريًا. تشمل النتائج النسيجية غير النوعية التي تثير الشك بالإصابة بالصمة الكوليسترولية التغيرات الإقفارية، والتنخر، واللويحات التصلبية غير المستقرة ظاهريًا (التي تكون ممتلئة بالكولسترول ومغطاة بغشاء ليفي رقيق). رغم أن نتائج الخزعات قد تكون غير مشخصة، فهي ذات قيمة مهمة في استبعاد التشاخيص التفريقية الأخرى مثل التهاب الأوعية الدموية، والتي لا يمكن استبعادها بناءً على المعايير السريرية فقط.